# Pontus Segerström
Pontus Segerström (Stockholm, 17 februari 1981 - Stockholm, 13 oktober 2014) was een Zweedse voetballer die als verdediger speelde.
Hij stierf aan een hersentumor, 76 dagen na zijn laatste Allsvenskan-wedstrijd voor IF Brommapojkarna, waar hij aanvoerder was.

## Carrière
Segerström begon zijn carrière bij IF Brommapojkarna, waar hij vanaf jonge leeftijd voetbal had gespeeld. Later speelde hij voor Deense Odense BK gedurende een korte periode in 2004 alvorens terug te keren naar Zweden om te spelen voor Landskrona BoIS, eerst in de Allsvenskan in het seizoen 2005 en later in de Superettan voor het seizoen 2006. Na deze periode verhuisde Segerström naar Noorwegen om voor Stabæk te spelen. Met de club won hij in 2008 de Tippeligaen-titel.
Na zijn vertrek uit Stabæk keerde hij terug naar zijn eerste club IF Brommapojkarna. Hij speelde voor de club in het seizoen 2010 voordat de club begon aan twee extra seizoenen in de Superettan. Zijn twee laatste seizoenen bij de club waren in 2013 en 2014. Hij speelde zijn laatste wedstrijd voor de club op 31 juli 2014, een UEFA Europa League-kwalificatiewedstrijd tegen Turijn.

## Privéleven
Op 3 augustus 2014 had Segerström hoofdpijn en misselijkheid en werd naar het ziekenhuis gebracht waar op 11 augustus 2014 werd ontdekt dat hij een niet-gespecificeerd type hersentumor had. Behandeling werd direct na de ontdekking gestart. Op 13 oktober 2014 stierf Segerström als gevolg van de tumor. Clubvoorzitter Ola Danhard zei: "Twee maanden geleden was hij volkomen gezond. Het is tragisch. Hij genoot ieders respect."
Hij was getrouwd en had twee zonen.

## Erelijst

### Club
Stabæk
- Tippeligaen: 2008